# 鸢鲼
鸢鲼（学名：Myliobatis tobijei），又稱燕魟、鷹魴为軟骨魚綱燕魟目鲼科的一種。

## 分布
本魚分布于日本、朝鲜以及南海、东海、黄海、台湾海峡等海域。该物种的模式产地在日本。

## 深度
水深3至300公尺。

## 特徵
本魚體盤寬約為體盤長的2倍；前緣圓凸，後緣淺凹，裏緣圓凸，後角尖突。吻寬短，圓鈍，雄性成體的吻端稍延長較尖。齒平扁，鋪石狀，上下頷有齒7列。有尾棘，胸鰭向前與吻下鰭相連續。由背鰭起點至腹鰭後端之距離，大約與背鰭基底長相等。背面為一致之暗褐色，腹面白色。體長可達150公分。

## 生態
為熱帶暖水性魚類，屬肉食性，以甲殼類、貝類等為食。尾部具硬毒棘，易傷人。

## 經濟利用
食用魚，肉質尚可，可紅燒或煮食。

## 扩展阅读
維基物種上的相關：鸢鲼